# 澁谷和之
澁谷 和之（しぶや かずゆき、1980年-）は、秋田県美郷町出身のデザイナー。地域活性化に取り組んでいる。

## 人物略歴
1980年（昭和55年）、秋田県仙北郡仙南村（現美郷町）金沢西根に生まれる。高校卒業後は宮城県の宮城大学事業構想学部デザイン情報学科に進学、建築デザインを専攻した。東京の総合広告代理店に就職し、映画のポスターや店舗のディスプレイの制作などにたずさわった。2009年（平成21年）に独立し、実家のある美郷町にデザイン事務所を設立した。農業や食も含めたさまざまなジャンルにおける「秋田のデザイン」を追求、異業種の繋がりから新しいデザインを考える場として「秋田デザインサポート会議」の活動を立ち上げた。現在、秋田県発行のフリーマガジン『のんびり』の編集・デザインや北秋田郡上小阿仁村でおこなわれる”KAMIKOANI PROJECT AKITA”のトータルディレクション・デザインを担当している。猫好き。